# Гнад, Ханси
Ханс-Юрген «Ханси» Гнад (нем. Hans-Jürgen "Hansi" Gnad) — немецкий профессиональный баскетболист и тренер. Играл за ведущие клубы Европы и был капитаном сборной Германии, в составе которой стал чемпионом Европы (1993). Сейчас является главным тренером немецкого клуба «Байер Джайентс».

## Спортивная карьера

### Карьера в колледже
Гнад играл в колледже за баскетбольную команду «Аляска Анкоридж Сивулвз». В 2001 году Гнад был включен в зал славы баскетбольной команды из колледжа.

### Профессиональная карьера
Гнад был выбран в 3-м раунде Драфт НБА 1987 года, клубом «Филадельфия Севенти Сиксерс». Вместо того, чтобы подписать контракт с Филадельфией, Гнад вернулся в Германию и начал профессионально играть за команду «Сатурн Кёльн». Права на игрока на Драфте НБА 1988 были переданы «Майами Хит», но и за них тоже не выступал.

### Карьера в сборной
Гнад был одним из капитанов сборной Германии по баскетболу на 10 лет, в том числе капитаном на Летниx Олимпийских играх 1992. Он также помог немецкой сборной стать чемпионом Европы (1993).

## Тренерская карьера
В 2018 году и по сей день является стал главным тренером немецкого клуба «Байер Джайентс».

## Личная жизнь
Женат на известной немецкой гандболистке, которая участвовала со сборной Германии на Летниx Олимпийских играх 1992, Зильке Гнад.